# Villarmentero de Campos
Villarmentero de Campos település Spanyolországban, Palencia tartományban. Villarmentero de Campos Villalcázar de Sirga, Villovieco, Revenga de Campos és Lomas községekkel határos. Lakosainak száma 28 fő (2024).

## Népesség
A település népessége az elmúlt években az alábbi módon változott:
| Lakosok száma | 15   | 16   | 13   | 13   | 14   | 18   | 23   | 17   | 19   | 28   |
|               | 2001 | 2004 | 2007 | 2009 | 2012 | 2014 | 2017 | 2019 | 2022 | 2024 |